# Черёмушки (Удмуртия)
Черёмушки — село в Можгинском районе Республики Удмуртии Российской Федерации. Входит в состав Горнякского сельсовета.

## География
Расположено на левом берегу реки Вала, на региональной трассе Р-320 «Елабуга — Ижевск», в 11 км от Можги и в 83 км от центра Ижевска.

## История
Возник как поселение рабочих при льнозаводе.
30 марта 1963 года вновь возникшему населённому пункту при льнозаводе было присвоено наименование посёлок Черемушки.

## Население
| 2008 | 2010  | 2012  |
| ---- | ----- | ----- |
| 1136 | ↘1036 | ↗1099 |

## Инфраструктура
В селе располагается ФКУ «СИЗО № 3 УФСИН России по Удмуртской Республике», льнозавод, Черемушкинский центральный сельский дом культуры, Черемушкинская средняя общеобразовательная школа.

## Транспорт
Село доступно автотранспортом. Остановка общественного транспорта «Льнозавод».